# Блакитна планета (роман)
«Блакитна планета» — науково-фантастичний роман радянського українського письменника Василя Бережного, вперше надрукований 1960 року.
Він розповідає про двох космонавтів, Ігоря та Надію, котрі під час польоту на Венеру опиняються в далекому майбутньому. Повернувшись на Землю, вони знаходять там утопічне суспільство. Проте марсіани вторгаються на Землю і Ігор допомагає перемогти їх.

## Сюжет
Радянська експедиція прямує до Венери. Командир корабля Петро Петрович, інженер Ігор Підгайний та астроботанік Надія Смеречанська на ракеті «Мрія» під час першої експедиції до сусідньої планети потрапили в небезпечну ситуацію, вони втратили керування над ракетою та ледве не загинули через сонячний спалах. Під час порятунку атомного реактора, джерела енергії корабля, загинув командир. Надія та Ігор протягом тривалих місяців летять в ракеті у невідомому напрямку, допоки Ігорю не вдається розібратися з електронною обчислювальною машиною та взяти керування кораблем у свої руки. Експедиція була розрахована на два роки, тому припасів вистачає, але Ігор та Надія після спалаху не впізнають планетної системи. Вони вирішують, що незбагненним чином потрапили в околиці іншої зорі та сідають на блакитну планету, що обертається біля неї.
Після плавання в океані космонавтам вдається дістатися до берега. Невдовзі вони зустрічають людей, які живуть у спорудах під водою. Керівник підводної ферми Саджера пояснює, що космонавти повернулися на Землю, де минуло багато століть і тепер панує комунізм. Полярні льоди розтали, але створено численні нові моря, що змінило обриси континентів. Люди розселені по планеті рівномірно невеликими містами. На Венері також є розвинена комуністична цивілізація, тоді як на Марсі триває боротьба між імперіалістами й демократами.
Марсіанські імперіалісти в цей час висаджуються на Землю та намагаються створити форпост у Гімалаях. Вони викрадають Саджера, відправленого до Гімалаїв як посла. Ігор вирішує врятувати його, користуючись досвідом, який придбав на фронтах Другої світової війни в ХХ столітті. З ним на ракеті вирушає онука Саджера, Аміно. Ігорю вдається визволити Саджера, з ним тікає також марсіанський лінгвіст, який розповідає, що всі нападники координуються через комп'ютер. Після цього земляни атакують зону висадки в Гімалаях ультразвуковою зброєю. На Марсі спалахує повстання проти імперіалістів.
Повернувшись до нового дому, Ігор вирішує одружитися з Аміно. Та виявляється, що марсіани встигли отруїти його і отрута руйнує нервову систему. Під час лікування Ігор розповідає про місця приземлення ракети. Він довідується, що там розташовано «заповідник капіталізму». Колись, побоюючись атомної війни, капіталісти створили там підземне місто, в якому деградували до дикого стану.
Після перемоги над марсіанами космонавт Феліче бере Ігоря на екскурсію до Холодної хмари — туманності, що наближається до Сонячної системи. По поверненню Ігор планує разом з Аміно вирушити на ракеті ще далі в майбутнє та побачити нові людські досягнення.

## Зв'язок з іншими творами
У «Блакитній планеті» згадується штучний супутник Землі «Троянда космосу», описаний у повісті Василя Бережного «У зоряні світи». Ігор Підгайний зазначає, що «Троянда космосу» була збудована в часи його студентства.

## Історія видань та переклади
Вперше надрукований частинами 1960 року на сторінках журналу «Знання та праця». Наступного року роман знову передрукували частинами, цього разу на сторінках журналу «Наука і життя». У 1961 році світ побачив і перший російськомовний переклад «Блакитної планети» (рос. Голубая планета), який вийшов двома частинами в ризькому російськомовному журналі «Наука і техніка» (переклад версії надрукованої в журналі «Знання та праця», з першого розділу й до розділу «Підводне місто» включно).
У 2016 році Станіслав Борін вперше переклав роман російською мовою повністю, а в 2018 році світ побачив альтернативний російськомовний переклад В. Спіринського.